# Трисвинецнеодим
Трисвинецнеодим — бинарное неорганическое соединение
неодима и свинца
с формулой NdPb3,
кристаллы.

## Получение
- Сплавление стехиометрических количеств чистых веществ:

{\displaystyle {\mathsf {Nd+3Pb\ {\xrightarrow {T}}\ NdPb_{3}}}}

## Физические свойства
Трисвинецнеодим образует кристаллы
кубической сингонии,
пространственная группа P m3m,
параметры ячейки a = 0,4852 нм, Z = 1,
структура типа тримедьзолота AuCu3
.